# Епитафи Крунићима на гробљу Буковац у Ртарима
Епитафи Крунићима на гробљу Буковац у Ртарима представљају епиграфска и фамилијарна сведочанства преписана са старих надгробних споменика у доњодрагачевском селу Ртари, Oпштина Лучани.
Сматра се да су Крунићи су један род са ртарским Ковачевићима, јер се један члан њиховог рода, Петар, оженио са Круном, супругом почившег Павла Недовића. Круна је од родбине свог супруга добила знатан посед, на коме је са Петром засновала нову породицу, потоње Круниће.
Петар и Круна имали су два сина - Павла и Пантелију, од којих се грана ова фамилија. Петар је преминуо од „асталука” - куге 1816. године.
Павле је имао синове Јакова, Петра и Сретена, који су носили час презиме Павловић, час Крунић, да би се Крунић касније усталило. Најмлађи Сретен умро је у Манастиру Свете Тројице. Сахрањен је на гробљу Главоч на Овчару.
Пантелија је имао сина Видосава, од кога је потекла друга родословна грана Крунића.
Крунића данас има у Ртарима, Парменцу, Чачку, Београду, Ријеци и Загребу. Славе Никољдан, као и Ковачевићи.
Споменик Митру Павловићу (†1838)
Овде почива
МИТАР Павловић
престави се 1838 лето
Споменик Љубици Крунић (†1848)
Овде почива раба божија
ЉУБИЦА
супруга Петра крунића
престави се 21 декембра 1848 года
кћер Мијаила Маринковића из дљина
Споменик Јовани Крунић (†1857)
Овде почива раба божиа
ЈОВАНА ђевојка
кћи Павла Крунића и Марe из Ртара.
Поживи 20 г.
Престави се 14 јунија 1857 лето
Споменик Павлу Крунићу (†1859)
Овде почива раб. Божи
ПАВЛЕ Крунић
Поживи 70 г
Умре 3 јануара 1859 год
Овај спомен подиже му Икониа снаја Его
Споменик Мари Крунић (†1868)
Раба Бо. МАРА
супруга почившег Павла Крунића
Поживи 80 год.
а умре 26 октобра 1868 год.
Споменик Јакову Крунићу (†1860) и његовој деци
Приђи ближе мили Српски роде
и реци Срба овог овде Бог да прости
почившег ЯКОВА Павловића Крунића
житеља ртарског
кои поживи 40 г.
Умре 3 јануара 1860 год.
И син Его седмолетни младенац
АНДРИЈА
умро 6 декембра 1851 г.
и други син Его
петогодишњи АКСЕНТИЈЕ
умро 21 јануара 1853 г.
Овде умре и кћи Его
мала РИСТА
Споменик Иконији Крунић (†1881)
Овде почива раба божија
ИКОНИЈА
жена Јакова Крунића
поживи 62 г.
Умре 28 априла 1881 г.
Спомен подиже јој син Живојин
Споменик Новаку Крунићу (†1898)
Овде почива младенац
НОВАК
син Јелке и Живојина Крунић из Ртара.
У 10 год. младости своје
немила смрт отеме из наручја родитељског.
Умро 26 августа 1898 год
Спомен подигоше му родитељи
и браћа Војислав Новица и Вујица
Споменик Милоју Крунићу (†1905)
Овде почива младенац
МИЛОЈЕ
жалосни син Јелке и Живојина Крунића из Ртара
у 16 година младости своје.
Ао смрти уцвељими родитеље.
Умро 30 новембра 1905 год.
Спомен подигоше му родитељи
и браћа Воислав Новица и Вујица
Споменик Аксентију Крунићу (†1922) и супрузи Стани (†1821) 
Овде почива
АКСЕНТИЈЕ Крунић из Ртара.
поживи часно 81 г.
а умро 1922 г.
Супруга СТАНА поживи 59 г.
а престави се у вечни дом 1921 г.
Спомен подиже син Павле
и сна Сава
Споменик Милинки Крунић (†1932)
Својој драгој и никада не прежаљеној супрузи
МИЛИНКА Крунић из Ртара
рођена 14.Х.1909. год.
која умре у најлепшем цвету младости у 23 год.
остављајући двоје нејаке деце Дмитра и Веру
и мене супруга да до века за њом оплакујем
Овај спомен подиже јој супруг Ранко Крунић
са децом
Споменик Војиславу Крунићу (†1933)
Спомен никада не заборављеном супругу
ВОЈИСЛАВУ Крунићу
тешком ратном инвалиду из Ртара
рођеном новембра 1881. год.
а умре 5.ХI.1933 год.
који поживи 52 год.
Овај спомен подиже му супруга Новка
са оцем Живојином и синовима
Споменик Живојину Крунићу (†1939)
ЖИВОЈИН Крунић из Ртара.
Остао је по смрти оца као дете од 6 мес.
да је својим трудом стекао велику имовину
и на њој лепо живео.
Поред домаћих послова
бави се политиком радикалне странке.
Учестовао је у рату 1876 год.
После светског рата послао је своја три сина
који су дали животе за отаџбину.
Поживи 84 год а умре 20.IV.1939 год.
Спомен му подижу унуци
Ранко Радојко и Никола
и сна Новка